# Bestiaire d'Ashmole
Le Bestiaire dit d'Ashmole est un manuscrit d'un bestiaire enluminé, datant du premier quart du XIIIe siècle, conservé à la bibliothèque Bodléienne sous la cote Ashmole 1511. Le manuscrit contient 129 miniatures

## Historique
À la fin du XIIe et au début du XIIIe siècle, de nombreux manuscrits de bestiaires enluminés sont produits en Grande-Bretagne, sans que les historiens puissent expliquer cette mode. Le manuscrit de la Bodleian est sans doute produit dans le nord de l'Angleterre, au nord des Midlands ou dans le Lincolnshire, peu de temps après le Bestiaire d'Aberdeen. Son commanditaire n'a pas été identifié.
Au XVIe siècle, l'ouvrage appartient à William Wright, vicaire de High Wycombe. Au cours du siècle suivant, il appartient à un certain William Mann puis à John Tradescant l'Ancien. Il entre dans les collections de Elias Ashmole. Ce dernier fait don du livre à l'université d'Oxford en 1677. D'abord conservé à la bibliothèque de l'Ashmolean Museum, il est transféré à la Bodleian Library en 1860.

## Description
Le manuscrit est une compilation de textes issus de la bible et du Physiologus décrivant un grand nombre d'animaux, réels ou fantastiques, ainsi que des plantes, s'attachant à donner des détails sur leur morphologie mais aussi des anecdotes à caractère fabuleux et spéculatif. Les 129 miniatures sont toutes dessinées sur un fond décoré à la feuille d'or.